# Architecture monumentale en Belgique

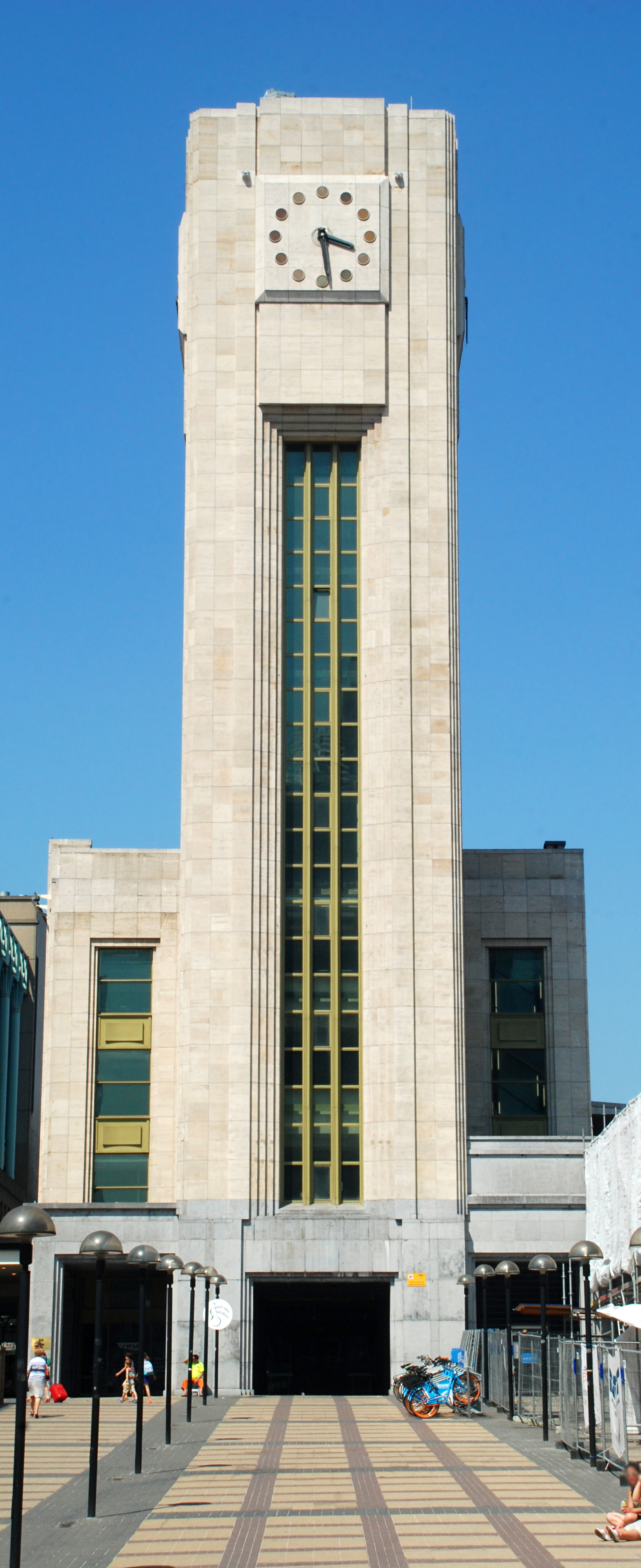
Gare de Bruxelles-Nord (Paul et Jacques Saintenoy - 1952).

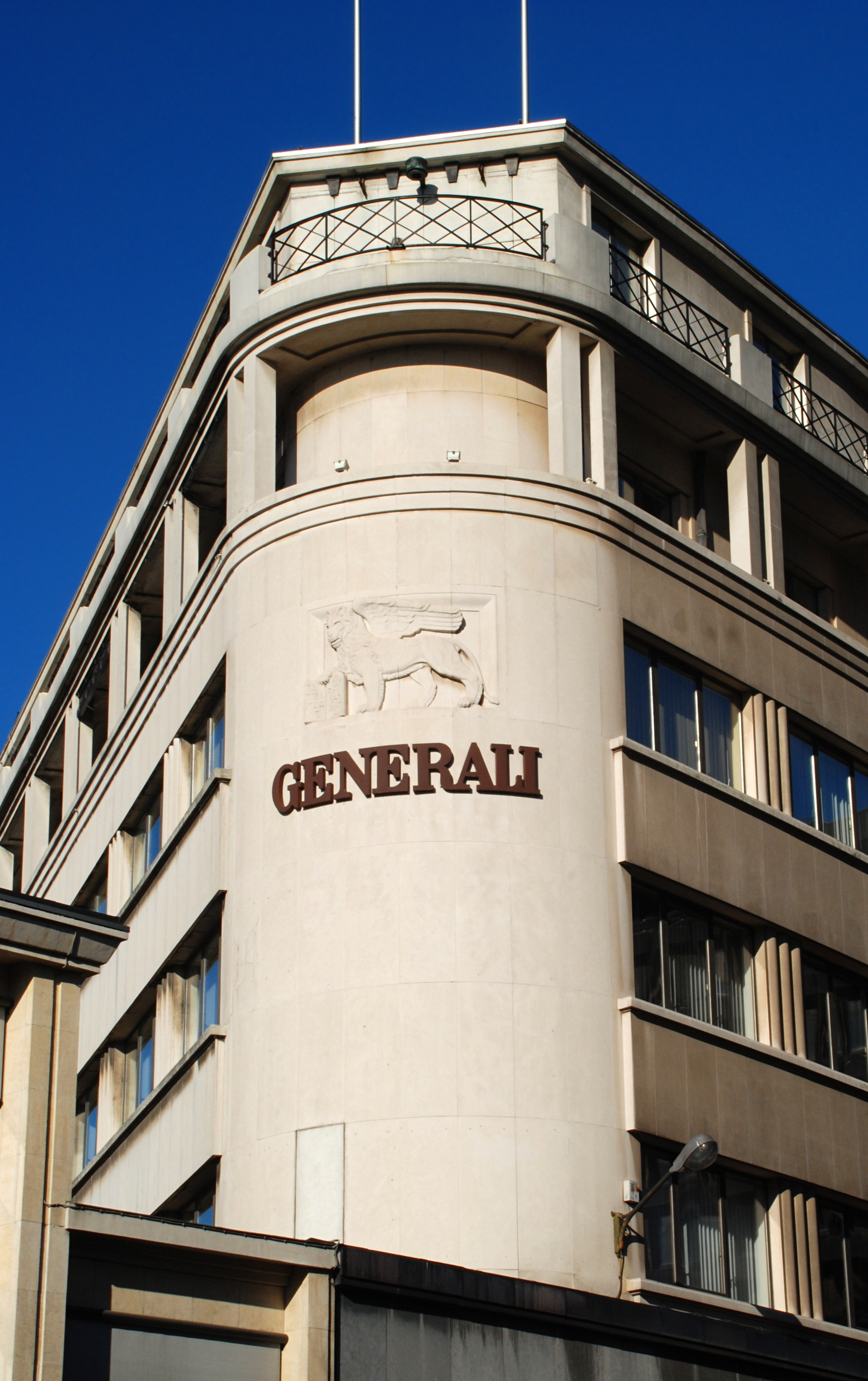
Siège des Assurances Générales de Trieste
(Alexis Dumont et Marcel Van Goethem - 1936).

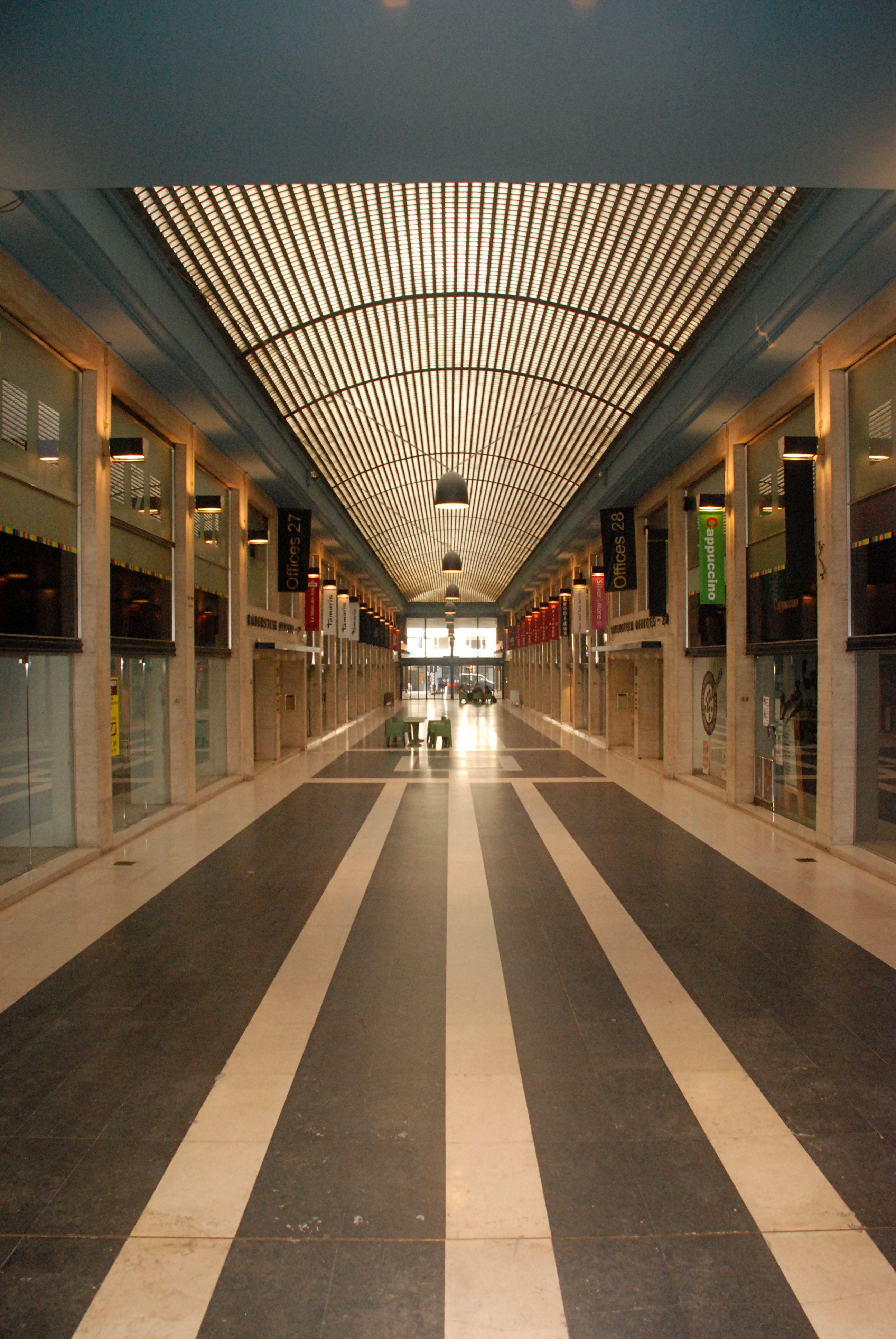
Galerie Ravenstein
(Alexis et Philippe Dumont - 1954-1958).

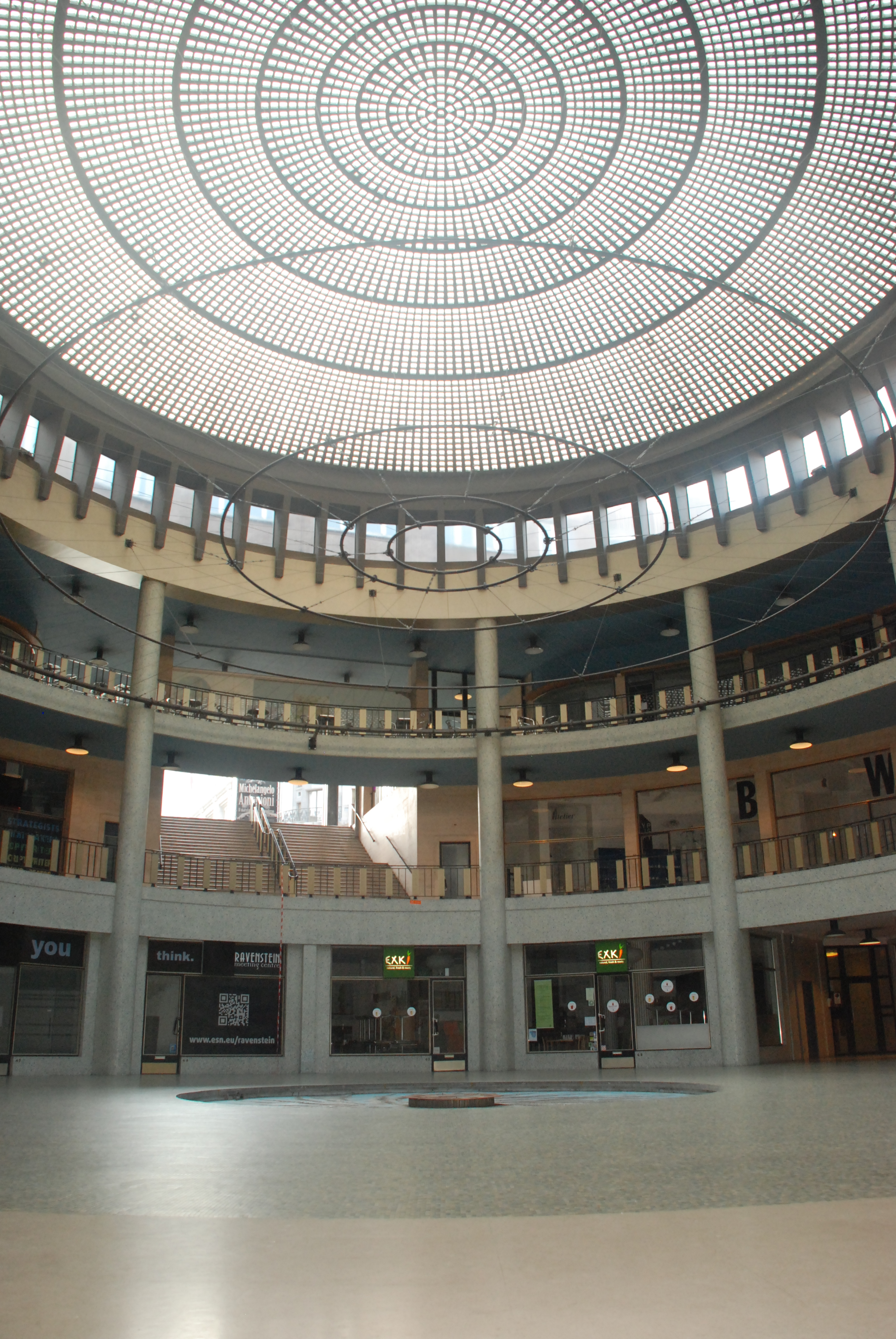
Coupole de la Galerie Ravenstein.

L'architecture monumentale (également appelée en Belgique architecture monumentale classicisante ou académisme monumentalisant) est un des quatre styles architecturaux qui dominent l'architecture en Belgique durant les années 1930, aux côtés de l'Art déco, de l'architecture moderniste et du style Beaux-Arts.
Ce style consiste en une variante monumentale de l'architecture néo-classique caractérisant principalement l'architecture officielle.

## Historique

### Contexte international
Durant l'entre-deux-guerres se développe dans de nombreux pays européens un type d'architecture officielle consistant en une variante monumentale de l'architecture néo-classique.
Les années 1930 étant celles des régimes totalitaires, ce style est souvent réduit à tort à l'architecture totalitaire, comme l'architecture stalinienne, l'architecture nazie, l'architecture fasciste italienne et l'architecture fasciste portugaise (style portugais suave) alors qu'on le retrouve à la même époque dans les pays démocratiques comme la Belgique, la France (où l'exemple le plus illustre est le Palais de Chaillot sur la place du Trocadéro à Paris, face à la tour Eiffel), la Grande-Bretagne ou les États-Unis.
L'architecte nazi Albert Speer le reconnaît lui-même dans ses mémoires : « On a plus tard affirmé que ce style (néo-classique) était la marque de l'architecture d'État des régimes totalitaires. Cela est totalement inexact. C'est plutôt la marque d'une époque, reconnaissable à Washington, à Londres ou Paris, tout comme à Rome, Moscou ou dans nos projets de Berlin ».
Ce style des années 1930 est la conséquence de l'affirmation des États dans le domaine architectural,, à la suite de leur intervention croissante dans l'économie provoquée par la Première Guerre mondiale puis les crises économiques et de la montée en puissance du concept de planification économique, territoriale, etc. Il est donc l'expression de l'État interventionniste, qu'il soit État-providence démocratique ou état totalitaire.

### Contexte belge
Au sortir de la Première Guerre mondiale, l'Art nouveau s'efface pour laisser la place aux styles architecturaux qui marqueront l'entre-deux-guerres :
- le style Beaux-Arts, dénomination donnée en Belgique à l'ultime aboutissement de l'Éclectisme (architecture)
- l'Art déco
- le modernisme

Le quatrième style qui marqua l'entre-deux-guerres en Belgique, le style monumental, apparut une dizaine d'années plus tard, en 1929 (avec le stade du Centenaire), et se développa tout au long des années 1930.
Après une interruption provoquée par la Seconde Guerre mondiale, il reprendra à partir de 1948 pour connaître un deuxième essor tout au long des années 1950 et prendre fin durant les années 1960 avec la construction de la Bibliothèque royale Albert Ier.
À Bruxelles, il marqua fortement l'architecture publique (grand palais du Heysel, stade du Centenaire, gare du Nord, gare centrale, galerie Ravenstein, Banque Nationale, palais des Congrès, Bibliothèque royale Albert Ier) ainsi que celle du monde des affaires (Shell Building, Assurances Générales de Trieste, FEB, Belgolaise, bâtiment Chambon de la CGER, De Nederlanden…)
On le retrouve également en province, comme à Charleroi (palais des Expositions, palais des Beaux-Arts).

### Contexte bruxellois
À Bruxelles, en dehors du plateau du Heysel, la quasi-totalité des édifices monumentalistes se concentrent sur l'axe qui regroupe la gare du Nord, le boulevard Pachéco, le boulevard de Berlaimont, le boulevard de l'Impératrice, le Cantersteen, le Mont des Arts et le boulevard de l'Empereur.
Leur concentration sur cet axe a été favorisée par la réalisation de la jonction ferroviaire Nord-Midi dont le chantier a provoqué la destruction de quartiers entiers et le percement de ces boulevards.
|  |  |

## Architectes monumentalistes

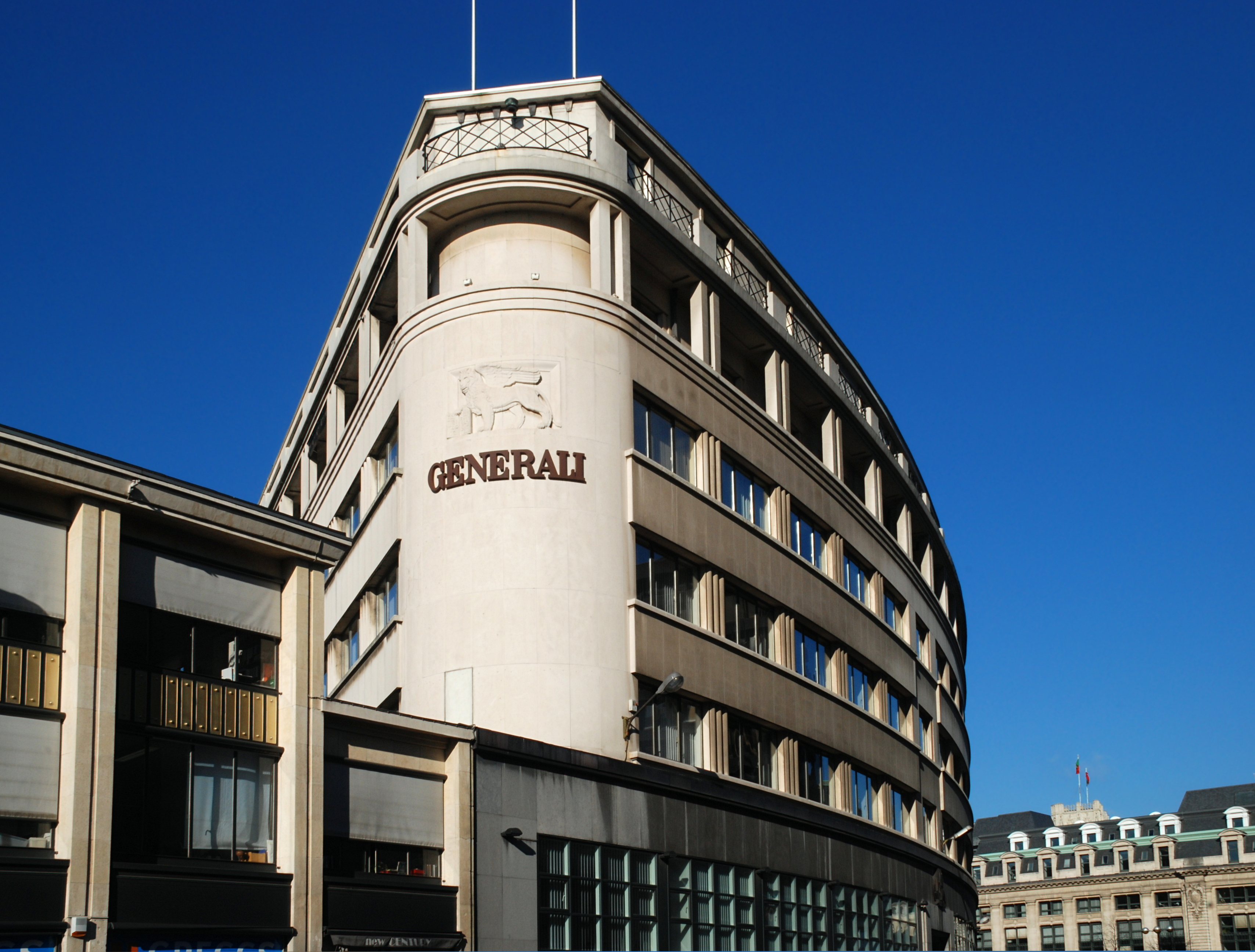
Assurances Générales de Trieste
(Van Goethem et A. Dumont - 1936).

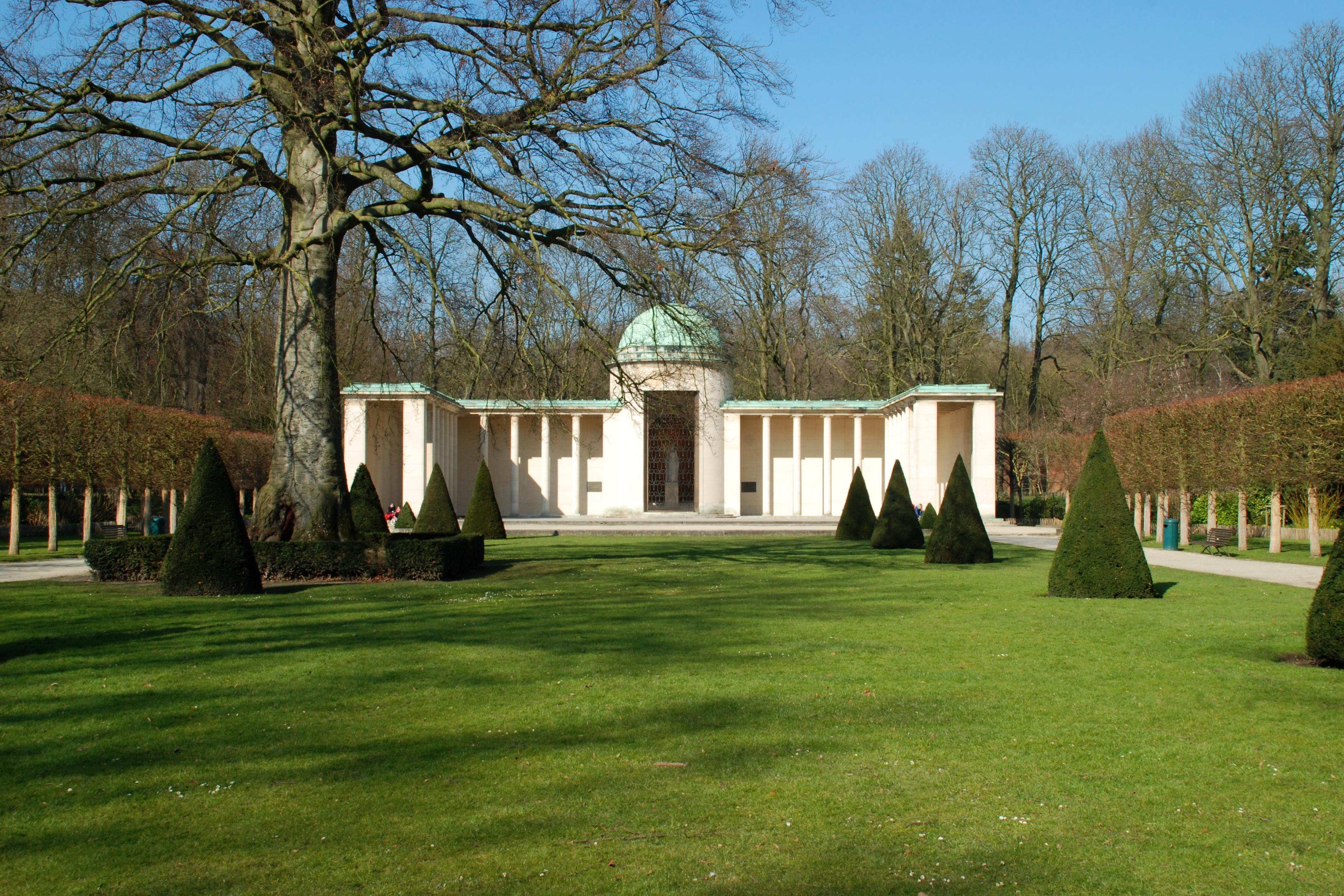
Mémorial Reine Astrid
(Paul Bonduelle - 1938).

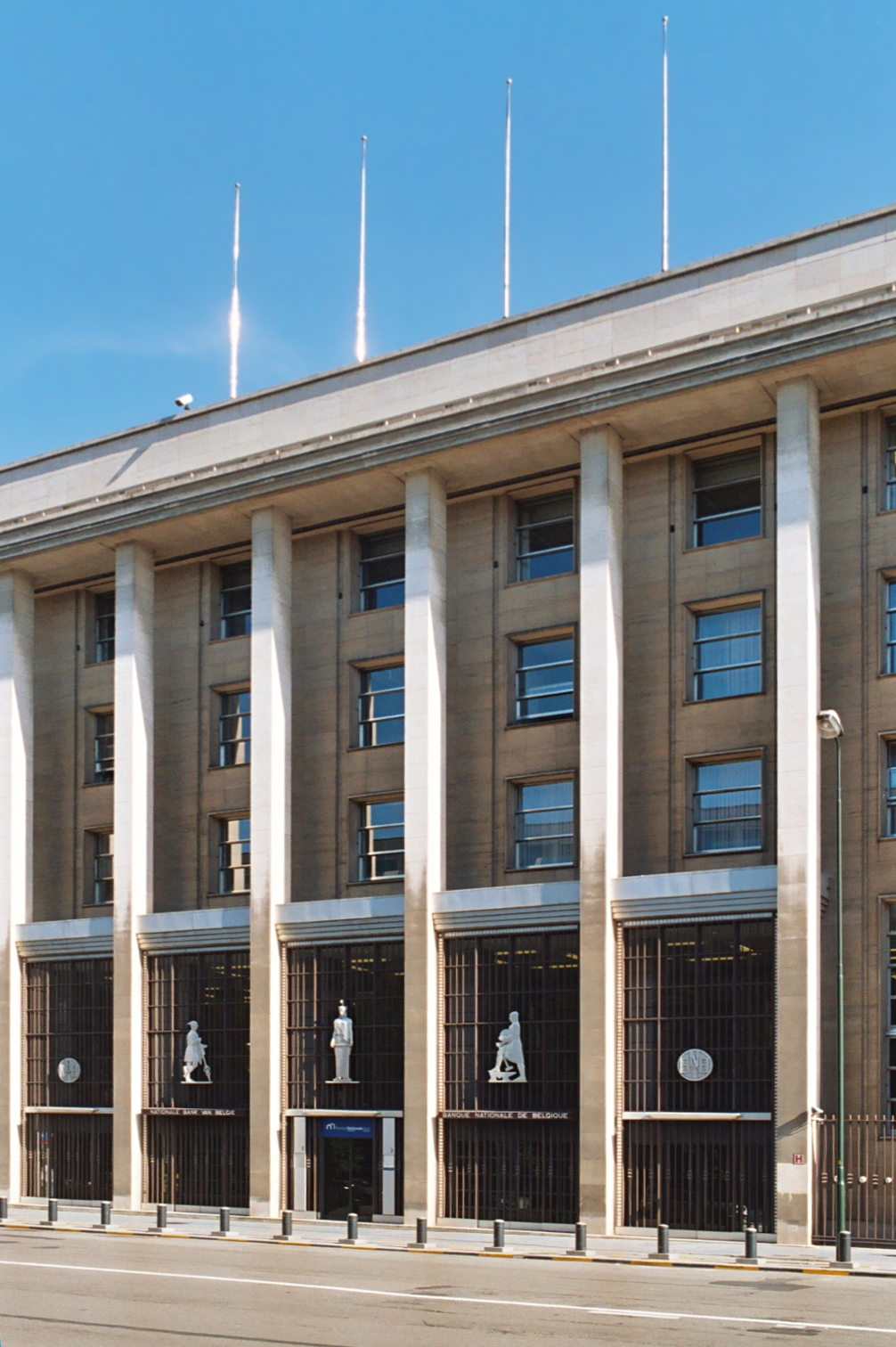
Banque nationale de Belgique
(Marcel Van Goethem - 1940-1957).

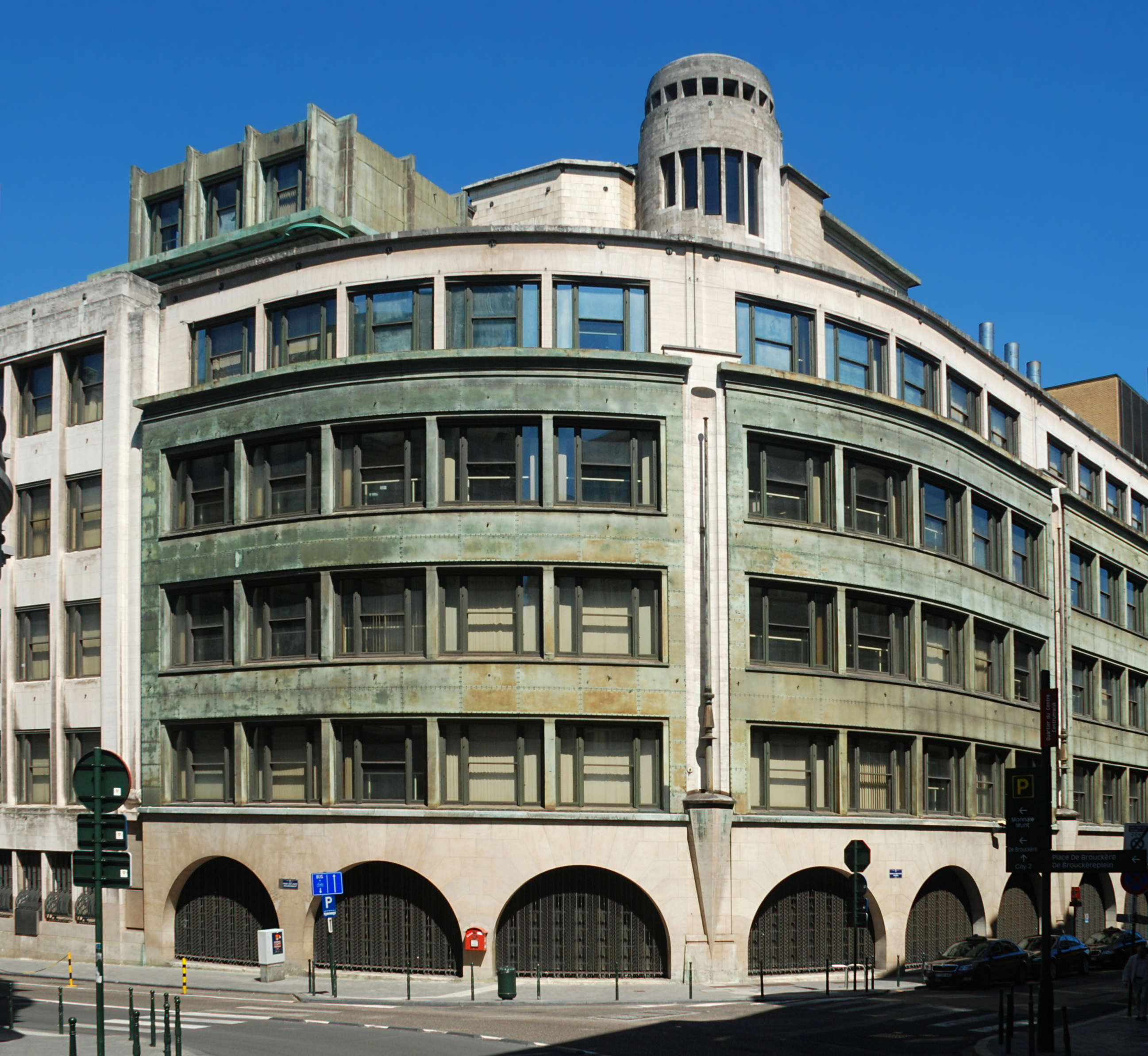
Bâtiment Chambon de la CGER
(Alfred Chambon - 1953)

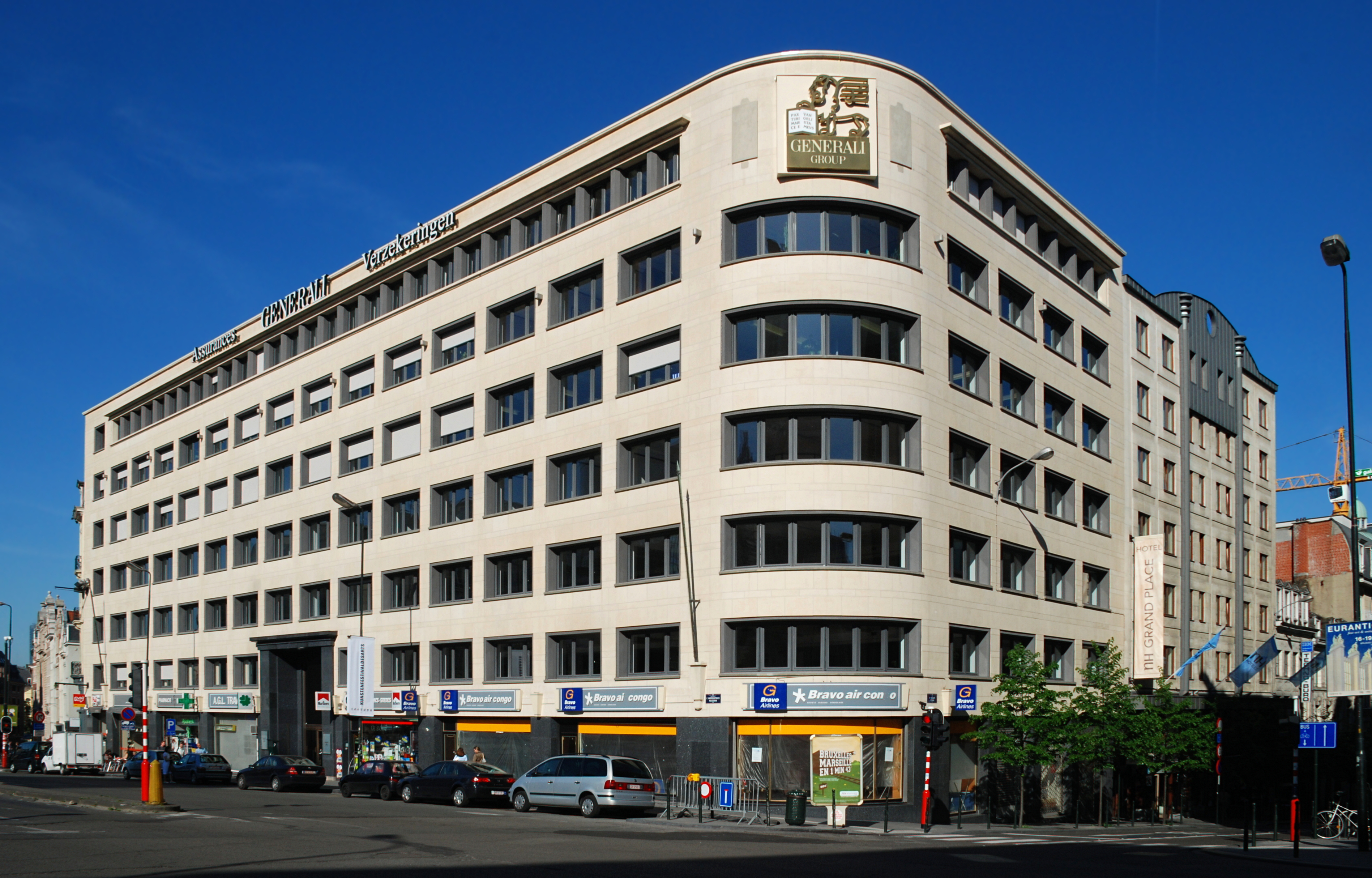
Ancien siège de la compagnie d'assurances « De Nederlanden »
(Philippe Dumont et Georges Ricquier - 1956).

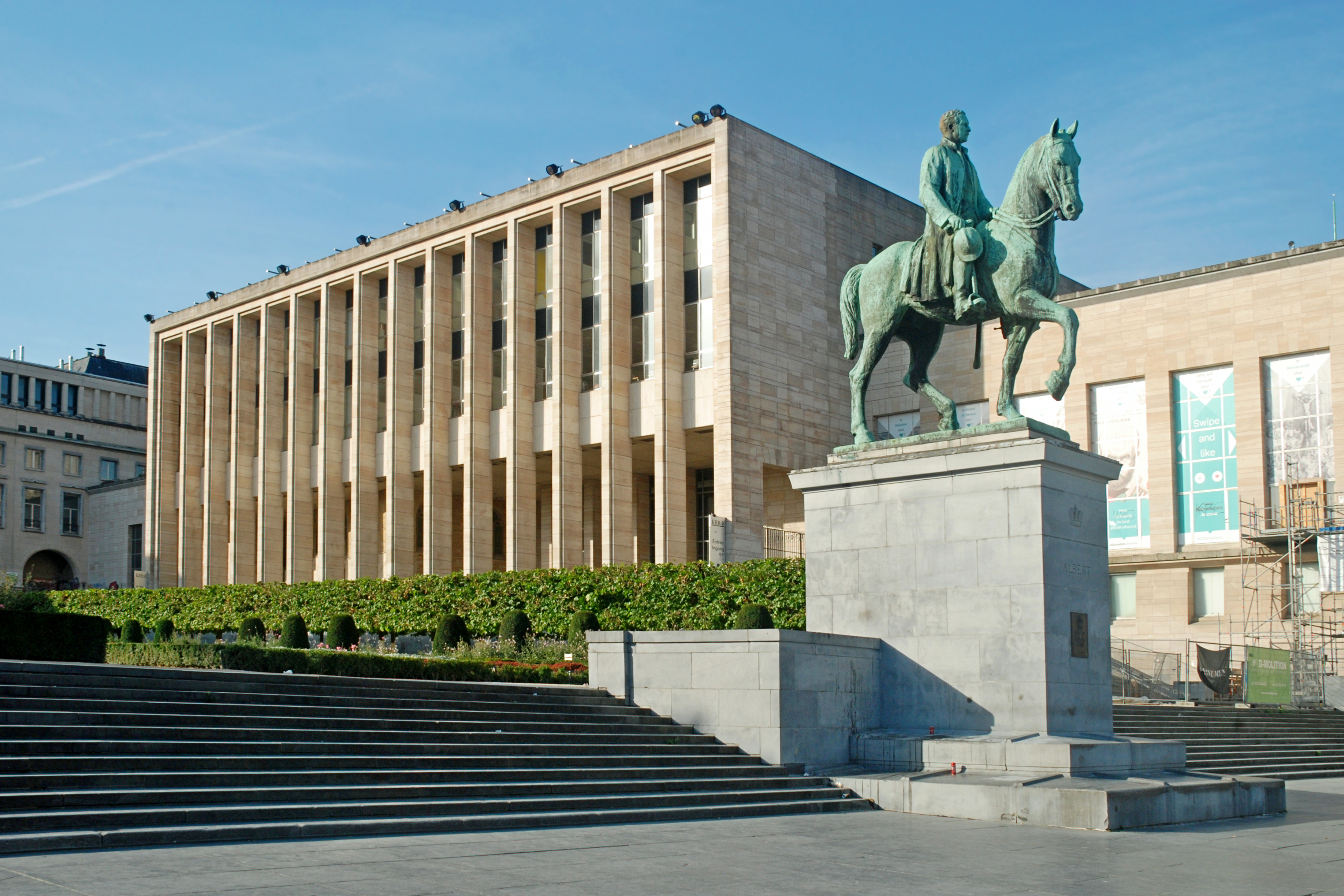
Bibliothèque Albertine
(J. Ghobert et M. Houyoux - 1954-1969).

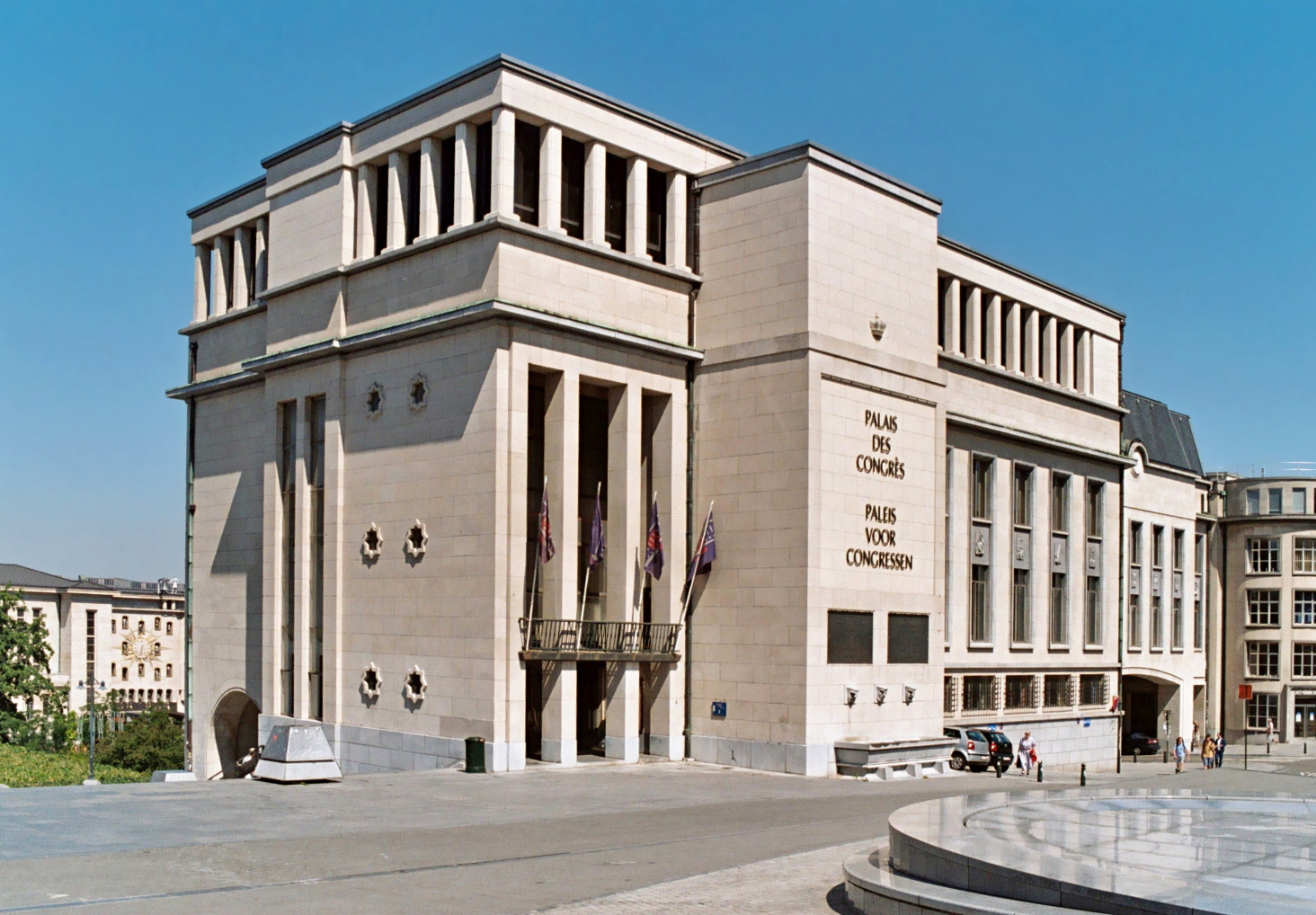
Palais des Congrès de Bruxelles
(J. Ghobert et M. Houyoux - 1954-1969).

Voici la liste des architectes actifs à Bruxelles et en province, classés chronologiquement en fonction du début de leur production monumentaliste.
Ne sont mentionnées ici que leurs réalisations monumentalistes, à l'exclusion de leurs éventuelles réalisations Art déco ou modernistes.
Nous renvoyons aux articles détaillés pour les sources et références.

### À Bruxelles
- 1929 Joseph Van Neck

1929-1930 Stade du Centenaire (connu ultérieurement sous le nom de stade du Heysel puis de stade Roi Baudouin)
1933-1935 Grand palais des Expositions du Centenaire (Grand palais du Heysel ou Palais 5, érigé dans le cadre de l'Exposition universelle de 1935 dont Van Neck était l'architecte en chef)
- 1929 Alexis Dumont

1929-1932 Façade arrière du siège de la Deutsche Bank, rue des Bouchers 48 (arrière du bâtiment éclectique sis rue d'Arenberg 5-9, construit en 1912-1914 sur les plans de l'architecte berlinois Jessen et terminé par Dumont de 1929 à 1932),
1931-1934 Siège de la société « Belgian Shell », rue Ravenstein 48-70 (avec Marcel Van Goethem),,,,
1936 Siège des Assurances Générales de Trieste (Generali), rue Ravenstein 26-46 (avec Marcel Van Goethem),,
1954-1958 Galerie Ravenstein, rue Ravenstein 6-24 (avec Philippe Dumont),
1955-1958 Siège de la « Fédération des Industries de Belgique » (devenue ultérieurement « Fédération des Entreprises de Belgique » ou FEB), rue Ravenstein 4 (avec Philippe Dumont)
- 1931 Marcel Van Goethem

1931-1934 Siège de la société Belgian Shell, rue Ravenstein 48-70 (avec Alexis Dumont),,,
1936 Assurances Générales de Trieste (Generali), rue Ravenstein 26-46 (avec Alexis Dumont),
1940-1957 Siège de la Banque nationale de Belgique, boulevard de Berlaimont 3 (projet dès 1940, chantier dès 1946, première pierre posée en 1948),,,
1948-1957 Imprimerie de la Banque Nationale de Belgique, boulevard de Berlaimont 56 (en face de la BNB),
- 1937 Victor Horta

1937-1957 Gare de Bruxelles-Central (projet de Horta en 1937,,; chantier géré par Horta de 1937 à sa mort en 1947 puis par Maxime Brunfaut à partir de 1947)
- 1938 Paul Bonduelle

1938 Mémorial Reine Astrid (square du 21 juillet, à Laeken)
- 1938 Ch. Defalque et F. Maury

1938-1939 Nouvelle Compagnie Anglaise, place de Brouckère 9-13,
- 1945 Maxime Brunfaut

1945-1957 Gare de Bruxelles-Central : Maxime Brunfaut s'occupe du chantier à partir de 1945 et en hérite à la mort de Horta en 1947
1949-1953 Gare de Bruxelles-Congrès, boulevard Pachéco
1952-1954 Air Terminus de la Sabena, boulevard de l'Impératrice 11-15,
- 1947 Alfred Chambon

1947-1953 : bâtiment « Chambon » de la CGER, rue du Fossé aux Loups 48
- 1951 André et Jean Polak

1951-1956 : siège de la Belgolaise, Cantersteen, 1
- 1952 Paul Saintenoy et Jacques Saintenoy

1952-1956 Gare de Bruxelles-Nord (tour de l'horloge et salle des guichets)
- 1954 Philippe Dumont

1954-1958 Galerie Ravenstein, rue Ravenstein 6-24 (avec Alexis Dumont),
1955-1958 Siège de la « Fédération des Entreprises de Belgique » (FEB), rue Ravenstein 4 (avec Alexis Dumont)
1956-1958 Ancien siège de la compagnie d'assurances « Pays-Bas 1870 » (« De Nederlanden »), boulevard de l'Impératrice 60-72 (avec Georges Ricquier; actuellement occupé par Generali)
1959 Aménagement du hall d'entrée du siège de la société Belgian Shell
1959 Immeuble sis aux numéros 1 à 5 du boulevard de l'Empereur
- 1954 Jules Ghobert et Maurice Houyoux

1954-1969 complexe architectural du Mont des Arts, incluant :
le Palais des Congrès
le Palais de la Dynastie
la Bibliothèque royale Albert Ier
- 1957 Edgard Cosyns et Marcel Chabot (Architectes A.B.R.A.)

1957 « Monnaie - Building », rue du Fossé aux Loups 28

### En Wallonie

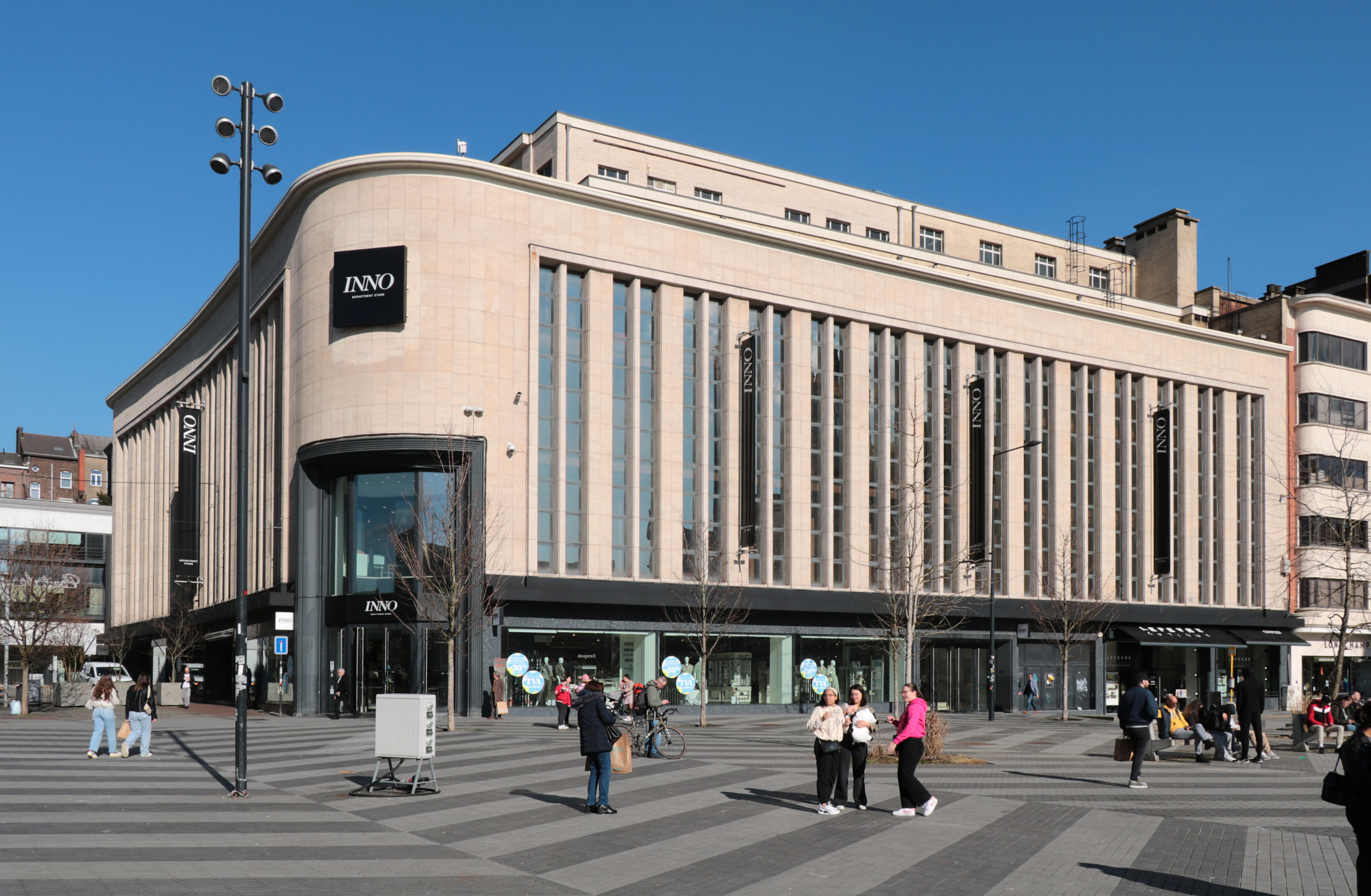
À l'Innovation de Charleroi
(Jean-Marie Plumier - 1951).

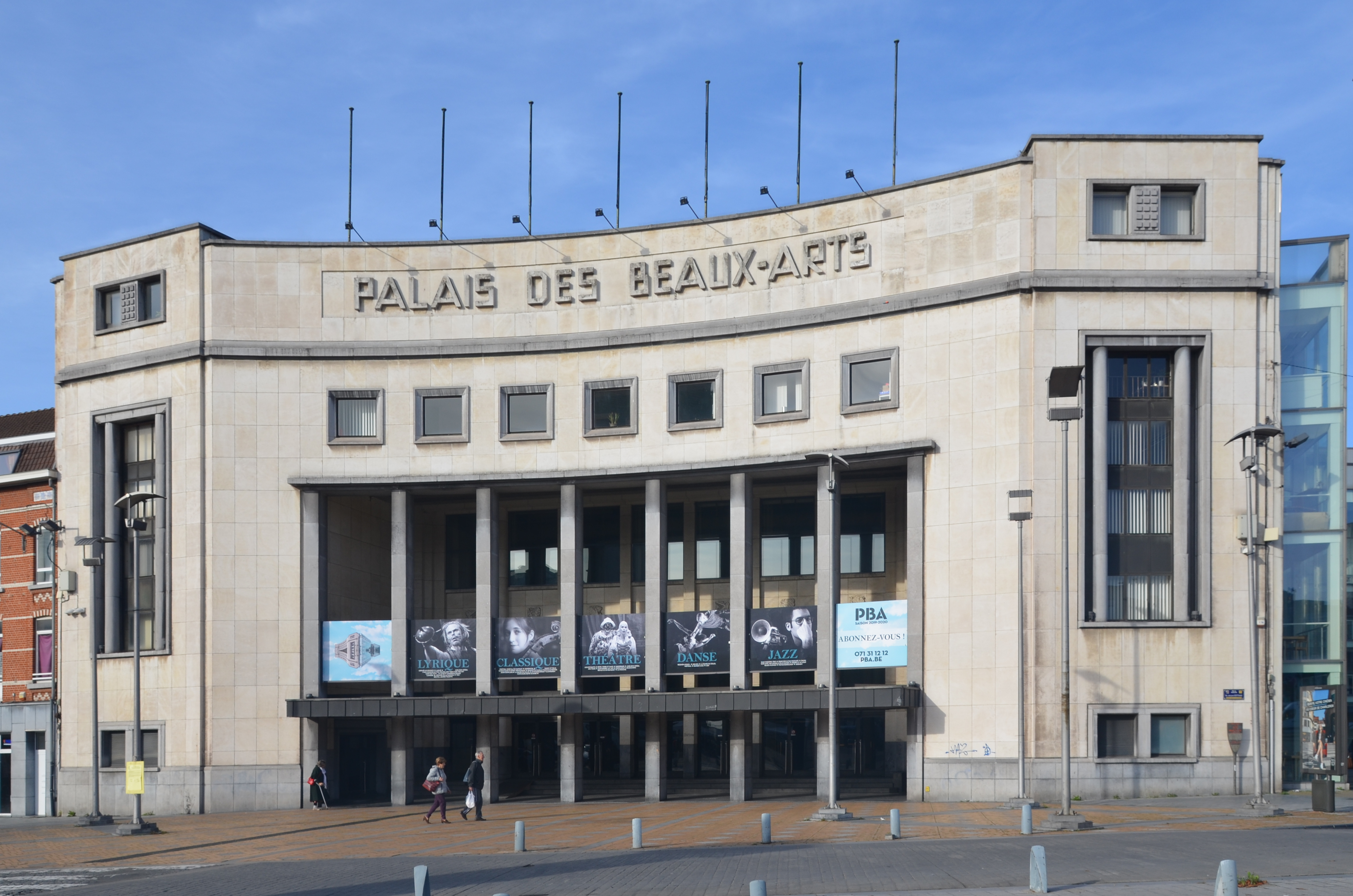
Palais des Beaux-Arts de Charleroi
(Joseph André - 1955).

- 1951 Joseph André

1951 Palais des expositions de Charleroi
1955 Palais des Beaux-Arts de Charleroi
- 1951 : Jean-Marie Plumier

1951 : À l'Innovation de Charleroi
- 1953 G. Pepermans

1953 Hôtel de Ville de Nivelles